# Cargolia carmelita
Cargolia carmelita là một loài bướm đêm trong họ Geometridae.